# William J. Mann
William J. Mann (ur. 1963) – amerykański pisarz-nowelista, biograf, dziennikarz, historyk, znawca Hollywood. Znany jako autor biografii Katharine Hepburn pt. Kate: The Woman Who Was Hepburn (2006), która znalazła się wśród stu najwybitniejszych utworów literackich 2006 roku według dziennika The New York Times. Za książkę Wisecracker: The Life and Times of William Haines, Hollywood’s First Openly Gay Star (1998) – biografię Williama Hainesa – w roku 1999 odebrał nagrodę Lambda Literary.
Urodzony w stanie Connecticut, aktualnie mieszka w Palm Springs w Kalifornii oraz w Provincetown w Massachusetts wraz ze swoim partnerem, doktorem Timothym D. Huberem. Studiował na Wesleyan University.

## Prace

### Fikcja
- The Men From the Boys (1997)
- The Biograph Girl (2000)
- Where the Boys Are (2003)
- All American Boy (2005)
- Men Who Love Men (2007)
- Object of Desire (premiera w 2009)

### Literatura faktu
- Wisecracker: The Life and Times of William Haines (1998)
- Behind the Screen: How Gays and Lesbians Shaped Hollywood (2001)
- Edge of Midnight: The Life of John Schlesinger (2005)
- Kate: The Woman Who Was Hepburn (2006) – biografia Katharine Hepburn
- How to Be a Movie Star: Elizabeth Taylor in Hollywood (premiera we wrześniu 2009)
- Hello, Gorgeous: Becoming Barbra Streisand (2013 – w Polsce wydana pod tytułem „Barbra Streisand, cudowna dziewczyna”)